# 恆行星

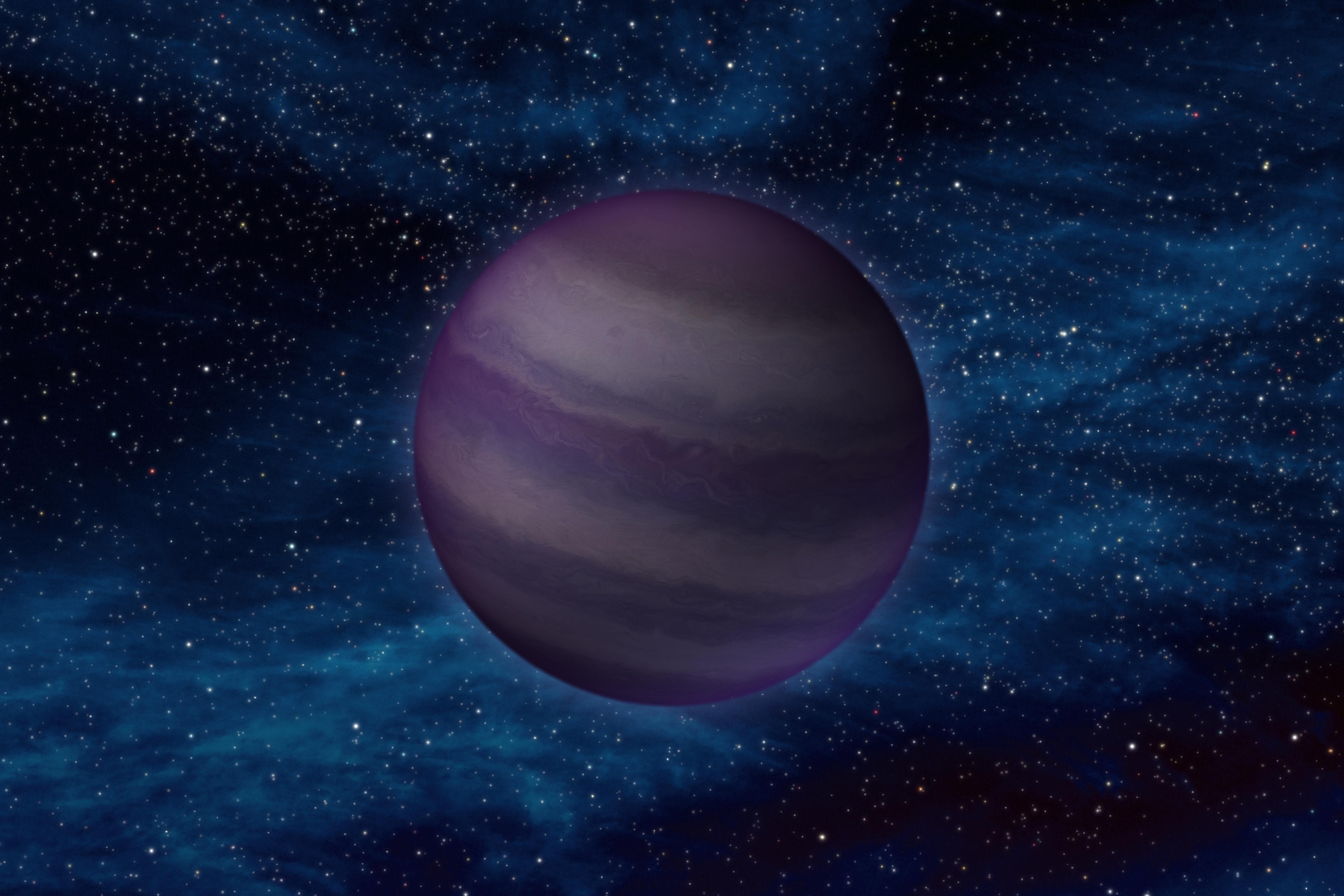
一顆恆行星想像圖，比次棕矮星還小的失敗恆星

恆行星（Planetar）是指比次棕矮星還小的行星質量等級的天體，它的質量比太陽質量的0.004倍還要低（低於4倍木星質量），甚至可能比木星質量還低，溫度比行星略高。此類星體是以恆星形成的方式，經由氣體雲的坍縮形成，溫度是來自原恆星階段來自重力能量的加熱或摩擦造成的溫度，但因質量太小無法發生核融合反應，故無法進入主序星階段，原恆星階段結束後即開始冷卻。
另外，恆行星也可以指次棕矮星，或核融合完全停止的棕矮星，質量很小的紅矮星當氫耗盡時，若質量太小無法收縮變成白矮星，而形成一個冷卻的氣體天體，也可以稱做恆行星。
恆行星還有另外的定義，就是不繞任何恆星公轉、自由漂浮在宇宙或繞著星系中心公轉的星際行星，他們可以比上述天體還小，甚至低於地球質量（0.000006太陽質量），形成原因可能是是受到其他行星等天體的引力影響而被拋出原本繞著公轉的行星系統，或是在行星系統形成期間被彈射出來原行星。
已經提出了兩個定義，但也取得了在天文學和行星科學界廣泛使用。
恆行星（Planetar）一詞是由「planet」（行星）與「star」（恆星）的組合，意即體型介於行星和恆星之間的天體，目前還沒有確定的中文翻譯，或中文翻譯還沒有共識，可以稱做恆行星、次恆星、超行星、矮次棕矮星。